# Johnny Bravo
Johnny Bravo ist eine US-amerikanische Zeichentrickserie, die von Van Partible erdacht und von Cartoon Network produziert wurde. Im Mittelpunkt der Serie steht der Titelheld.

## Inhalt

### Handlung
Johnny Bravo verkörpert das typische Klischee eines Machos. Er ist muskulös, sehr auf sein Aussehen bedacht, naiv, ungebildet und arrogant. Zwanghaft nähert er sich jeder attraktiven Frau, der er begegnet, auf eine sehr plumpe und ungeschickte Weise. Erfolg hat er dabei so gut wie nie, wird im Gegenteil meist aufgrund seines unverschämten Auftretens von den Damen seiner Begierde geohrfeigt oder auf andere Weise körperlich angegriffen. Geht er dieser Aktivität nicht nach, verbringt er seine Zeit meist mit Karate (auch hier überschätzt er sich maßlos) sowie kindlichen oder auch gänzlich sinnfreien Beschäftigungen. In allen Fällen wird er stets in unvorhersehbare Abenteuer verwickelt.
Bravo ist erwachsen, wohnt jedoch bei seiner von ihm verehrten Mutter und geht anscheinend keiner geregelten Arbeit nach. Nicht selten bringt er gar seine Abscheu gegen diese zum Ausdruck. Oft hält er sich in seinem Lieblingsimbiss „Pops“ bzw. „Pops Moon Palace“ auf.

### Nebencharaktere
- Bunny Bravo: Johnnys geliebte Mutter, die eine ähnliche, wenn auch nicht ganz so gravierende Naivität aufweist. Sie verhätschelt ihren Sohn und behandelt ihn wie ein Kind, was Johnny nicht selten veranlasst darauf hinzuweisen, dass er ein erwachsener Mann sei.
- Suzy: Ein achtjähriges Mädchen aus der Nachbarschaft, das Johnny gerne in Gespräche verwickelt oder ihn um einen Gefallen bittet. Johnny hingegen fühlt sich durch sie eher belästigt, versucht sie stets abzuwimmeln und kann sich nie an ihren Namen erinnern.
- Carl Chryniszzswics: Ein intelligenter, gleichzeitig jedoch auch recht naiver junger Mann, der Johnny für einen Freund hält, von diesem allerdings regelrecht gehasst wird. Obwohl Johnny ihn nicht selten körperlich angreift, bemerkt er seine Abscheu gegen ihn fast nie.
- Pops: Der Imbissbesitzer ist einer der wenigen Männer, die von Johnny nicht herablassend behandelt werden. Er steht Johnny oft mit Rat zur Seite, hat dabei aber manchmal nur seinen eigenen Vorteil im Sinn.

## Synchronisation
Das Drehbuch der deutschen Synchronfassung schrieb Bernd Eichner, der auch Synchronregie führte.
| Rolle               | Englischer Sprecher | Deutscher Sprecher |
| ------------------- | ------------------- | ------------------ |
| Johnny Bravo        | Jeff Bennett        | Oliver Feld        |
| Little Suzy         | Mae Whitman         | Yvonne Greitzke    |
| Bunny Bravo         | Brenda Vaccaro      | Margot Rothweiler  |
| Carl Chryniszzswics | Tom Kenny           | Marcel Collé       |
| Pops                | Larry Drake         | Horst Lampe        |

## Produktion und Veröffentlichung
Die Serie wurde 1995 vom damals 26 Jahre alten Van Partible entworfen. Bravo wurde als eine Mischung aus James Dean und Elvis Presley realisiert, so spricht der original Synchronsprecher Jeff Bennet mit einer Stimmlage, welche die von Presley imitiert. Dies wurde bei der deutschen Synchronisation nicht berücksichtigt. Auch optisch ist die Figur den Vorbildern nachempfunden, was sich primär in einer übertriebenen Haartolle bemerkbar macht und der Tatsache, dass Bravo ständig eine Sonnenbrille trägt. Mit einer siebenminütigen Episode wurde die Serie Cartoon Network vorgestellt, daraufhin begann unmittelbar die Produktion der ersten Staffel, welche ab dem 7. Juli 1997 gesendet wurde. Im Laufe der Zeit tauchten viele amerikanische Prominente in der Serie auf, die ihre Rollen auch selbst sprachen. Ferner gab es mehrere Ableger-Folgen, in welchen Bravo in das Universum von anderen Cartoon-Network-Serien wie beispielsweise Scooby Doo oder Familie Feuerstein versetzt wurde. Insgesamt wurden 65 Folgen in vier Staffeln produziert, welche aus zwei bis drei Teilfolgen bestanden und insgesamt 14 kurze, wiederkehrende Sketche beinhalteten. Des Weiteren gab es ein Valentinstag- und ein Weihnachts-Special. Die letzte Folge wurde am 27. August 2004 ausgestrahlt.
Am 10. Oktober 2007 veröffentlichte der eigentlich auf Animes spezialisierte Verleger Madman Entertainment eine DVD-Box (2 DVDs beinhaltend), welche alle 13 Episoden der ersten Staffel von Johnny Bravo umfasst. Die ausschließlich in Australien und Neuseeland vertriebene Box wird auf der Internetpräsenz des Unternehmens als erste von vier Veröffentlichungen deklariert. Im April 2009 folgte Staffel 2.
Die Erstausstrahlung der deutschsprachigen Fassung erfolgte vom 17. November 2000 bis zum 25. Oktober 2003 bei ORF 1. Danach wurde die Serie auch bei ProSieben, Kabel eins und Cartoon Network gezeigt.